# The Altar
The Altar este cel de-al doilea album de studio al cântăreței Banks, lansat de Harvest în SUA pe 30 septembrie 2016. Discul a primit recenzii favorabile din partea criticilor de specialitate, care au apreciat „încrederea în propriile forțe artistice” de care dă dovadă Banks, diversitatea materialului, dar și „evoluția sa ca și compozitoare”. The Altar a debutat pe locul 17 în clasamentul Billboard Hot 100 și s-a clasat în top 25 în ierarhiile de profil din Canada, Noua Zeelandă, Australia și Regatul Unit.

## Piesele de pe album
| Nr. | Titlu                  | Autor(i)                                                                                      | Lungime |  |
| 1.  | „Gemini Feed”          | Jillian Banks, Christopher Taylor                                                             | 3:25    |  |
| 2.  | „Fuck with Myself”     | Banks, Alexander Shuckburgh, Tim Anderson                                                     | 2:55    |  |
| 3.  | „Lovesick”             | Banks, Nate Mercereau, Derek Taylor                                                           | 3:20    |  |
| 4.  | „Mind Games”           | Banks, C. Taylor, Anderson                                                                    | 4:49    |  |
| 5.  | „Trainwreck”           | Banks, Anderson, Dacoury Natche, Aron Forbes, Jesse Rogg                                      | 3:24    |  |
| 6.  | „This Is Not About Us” | Banks, Natche, C. Taylor                                                                      | 3:03    |  |
| 7.  | „Weaker Girl”          | Banks, Anderson, Jenna Andrews, Trevor Lawrence Jr., Forbes                                   | 4:16    |  |
| 8.  | „Mother Earth”         | Banks, Andrews                                                                                | 3:56    |  |
| 9.  | „Judas”                | Banks, Ahmad Balshe, Danny Schofield, Benjamin Diehl, Richard Munoz, Faris Al-Majed, Anderson | 3:56    |  |
| 10. | „Haunt”                | Banks, Natche, Anderson                                                                       | 3:42    |  |
| 11. | „Poltergeist”          | Banks, John Hill, Anderson                                                                    | 3:32    |  |
| 12. | „To the Hilt”          | Banks, C. Taylor                                                                              | 4:36    |  |